# 异香豆素
异香豆素（Isocoumarin）分子式C
9H
6O
2，属于内酯，是一类天然有机化合物分子的骨架，而此类化合物称为异香豆素类化合物。其衍生物存在于黄檗等植物中。